# مارسيل كوريا
مارسيل كوريا (بالألمانية: Marcel Correia)‏ (16 مايو 1989 بكايسرسلاوترن في ألمانيا - ) هو لاعب كرة قدم ألماني في مركز قلب الدفاع. لعب مع آينتراخت براونشفايغ ونادي كايزرسلاوترن و1. FC Kaiserslautern II ‏ وEintracht Braunschweig II ‏.

## وصلات خارجية
- مارسيل كوريا على موقع قاعدة بيانات كرة القدم.إي يو (الإنجليزية)
- مارسيل كوريا على موقع بيانات كرة القدم. دي إي (الألمانية)
- مارسيل كوريا على موقع Soccerway.com (الإنجليزية)
- مارسيل كوريا على موقع عالم كرة القدم.نت (الإنجليزية)
- مارسيل كوريا على موقع AS.com (الإسبانية)